# Eduardo Forte
Eduardo Forte (fl. XX secolo) è stato un arbitro di calcio argentino, internazionale negli anni 1930.

## Carriera
Nella Copa Campeonato 1926 Forte debuttò alla 6ª giornata, arbitrando Estudiantes La Plata-Racing Club. Nel campionato 1927 esordì nella Primera División della AAAF, dirigendo Estudiantes (Buenos Aires)-River Plate il 3 aprile, giorno del 3º turno di incontri. Durante tale competizione fu usato con frequenza; nel 1928 la prima partita da lui diretta fu Porteño-Platense, valida per la seconda giornata, e con 34 presenze fu uno degli arbitri più impiegati. Il Concurso Estímulo 1929 lo vide esordire con Independiente-Sportivo Palermo, prima giornata del gruppo "Pari"; diresse incontri in entrambi i gruppi di quel campionato. Nel corso della Primera División 1930 debuttò nel turno iniziale, durante El Porvenir-Ferro Carril Oeste. Prese parte, poi, alla Primera División 1931, la prima edizione professionistica del campionato argentino organizzata dalla Liga Argentina de Football. In questa competizione diresse per la prima volta il 4 giugno 1931, al 2º turno, sovraintendendo all'incontro Club Atlético River Plate-Estudiantes La Plata: fu, dietro a José Macías (33), il secondo arbitro con più gare dirette in quella competizione, con 32 presenze. Nel 1932 fu scelto dalla LAF per dirigere lo spareggio per la vittoria finale tra Independiente e River Plate. Nel 1935 partecipò a Perù 1935, ove diresse una partita, Perù-Cile del 26 gennaio. Continuò l'attività a livello nazionale almeno fino al 1942.